# Mukawwar
Mukawwar (ar. مكوار) – wyspa morska w Sudanie, na Morzu Czerwonym na południe od zatoki Chalidż Dunkunab, o powierzchni 20 km². Długa na 12 km i szeroka na maksymalnie 3,3 km wyspa leży w oddaleniu około 7 km od wybrzeża stałego lądu i należy do Prowincji Morza Czerwonego. Wyspa zbudowana jest z piaskowca, w większości pozbawiona roślinności. Tylko na jej południowym krańcu znajdują się namorzyny. Najwyższy punkt wyspy położony jest 94 m n.p.m. Na północ od wyspy znajduje się rafa koralowa.
Wyspa Mukkawar jest miejscem wylęgu  m.in. mewy białookiej, rybitwy bengalskiej, a także żółwi morskich.
Wraz z obszarem zatoki Chalidż Dunkunab wyspa objęta jest ochroną w ramach Morskiego Parku Narodowego Dungonab Bay/Mukawwar Island, wpisanego na listę światowego dziedzictwa UNESCO w 2016 roku wraz z atolem Sanganeb.